# Deadline World Tour
Il Deadline World Tour è il terzo tour mondiale del girl group sudcoreano Blackpink.

## Annuncio
Il 5 febbraio 2025 è stato pubblicato un teaser relativo all'imminente nuovo tour delle Blackpink. Due settimane più tardi, il 19 febbraio, la YG ha svelato il poster della tournée, che avrebbe toccato gli stadi di 10 città in Corea del Sud, Europa, America del Nord e Giappone, per un totale di 13 date.
Il 16 maggio è stato poi ufficialmente confermato che la tournée avrebbe preso il nome di Deadline World Tour. Le date nel Sud-est asiatico, ovvero a Taiwan e a Hong Kong, sono state rivelate il 26 maggio successivo. Il 23 giugno, l'etichetta ha confermato che le Blackpink avrebbero presentato il loro nuovo singolo durante il primo spettacolo del tour a Goyang.

### Collaborazioni
Il 12 luglio 2025, Google ha annunciato una partnership con le Blackpink per aiutare i fan a ottenere informazioni sui luoghi dei concerti e offrire funzionalità personalizzate su Google Maps, rendendo più facile l'accesso al tour e alle attrazioni nei dintorni.
Durante la tappa statunitense del tour, il gruppo ha collaborato con il marchio di abbigliamento sportivo Fanatics, la società mediatica Complex e il brand Mitchell & Ness per lanciare la Blackpink In Your Area League Collection. La collezione include abbigliamento esclusivo a tema NBA e MLB, per sette squadre: Los Angeles Lakers, Los Angeles Dodgers, Chicago Bulls, Chicago Cubs, Chicago White Sox, New York Knicks e New York Mets. I capi sono stati disponibili sia negli store online ufficiali dei brand, sia nei pop-up store Fanatics x Complex a Los Angeles (dall'11 al 13 luglio) e a New York (dal 25 al 27 luglio).
Il 28 luglio, il club francese Paris Saint-Germain Football Club ha annunciato una collaborazione per una linea di merchandise in edizione limitata con le Blackpink. La capsule collection PSG x Blackpink comprende t-shirt e felpe nei colori rosa e nero. La collezione è stata lanciata il 30 luglio, in vista dei concerti parigini del 2 e 3 agosto.

## Accoglienza
La tournée ha ricevuto in generale recensioni positive dalla critica. Ali Shutler del quotidiano The Standard ha assegnato al concerto la valutazione massima di cinque stelle, affermando che «il più grande girl group del mondo è al massimo della propria forma». Hannah Sung del Toronto Star ha valutato lo spettacolo con tre stelle e mezzo su quattro, osservando come il gruppo fosse «assolutamente al top, intrecciando successo dopo successo in una scaletta serrata suddivisa in cinque atti più un encore».
Tomás Mier di Rolling Stone ha definito il tour «trionfale» e «ad alta tensione», descrivendo lo show come colmo di «quel tipo di poptimismo e coreografie elettrizzanti che ci si aspetta dal più grande girl group di questa generazione». Ha inoltre notato come la crescita individuale delle componenti delle Blackpink, maturata durante le attività solistiche successive al Born Pink World Tour, abbia permesso al gruppo di «funzionare ancora meglio». Sulla stessa linea, Nicole Fell del The Hollywood Reporter ha elogiato l'inclusione delle esibizioni soliste, affermando che «ciascuna live solista ha efficacemente trasmesso l'idea che l'esperienza acquisita nelle attività individuali abbia ulteriormente affinato le abilità delle componenti e rafforzato l’alchimia del gruppo».
Più sfumata la recensione di Adrian Horton per il The Guardian, che ha assegnato tre stelle su cinque al tour. Pur lodando i «momenti ad alto tasso di energia» proposti dal quartetto, ha evidenziato come la performance a New York fosse meno incisiva rispetto ai precedenti eventi del gruppo. Horton ha inoltre notato una certa mancanza di precisione nell'esecuzione dei brani solisti, osservando che sono le forze combinate del quartetto a compensare le singole debolezze: «Presi individualmente, sono artisti pop in un panorama affollato, ognuno neutralizzato e sovrastato dagli elementi già noti che lo circondano. Insieme, invece, travolgono».

## Scaletta
La seguente è la scaletta corrispondente allo spettacolo di Goyang del 5 luglio 2025. Non rappresenta quindi la scaletta dell'intero tour.
Atto I
1. Kill This Love
2. Pink Venom
3. How You Like That
4. Playing with Fire
5. Shut Down

Atto II
1. Earthquake (assolo di Jisoo)
2. Your Love (assolo di Jisoo)
3. New Woman (assolo di Lisa)
4. Rockstar (assolo di Lisa)

Atto III
1. Pretty Savage
2. Don't Know What to Do
3. Whistle
4. Stay
5. Lovesick Girls

Atto IV
1. Mantra (assolo di Jennie)
2. With the IE (Way Up) (assolo di Jennie)
3. Like Jennie (assolo di Jennie)
4. 3am (assolo di Rosé)
5. Toxic Till the End (assolo di Rosé)
6. Apt. (assolo di Rosé)

Atto V
1. Jump
2. Boombayah
3. Ddu-Du Ddu-Du
4. As If It's Your Last
5. Forever Young

Encore
1. Jump (ripresa)
2. See U Later

### Variazioni scaletta e curiosità
- A partire dal concerto del 12 luglio 2025 a Inglewood, Lisa ha eseguito Thunder e Fxck Up the World al posto di New Woman e Rockstar, rispettivamente, e Really è stata aggiunta alla scaletta dell'encore, sostituendo la ripresa di Jump.
- Durante il concerto del 13 luglio 2025 a Inglewood, Bruno Mars ha eseguito Apt. insieme a Rosé.
- Durante il concerto del 22 luglio 2025 a Toronto, le Blackpink ha eseguito una ripresa di Apt. durante l'encore, al posto di See U Later.
- Durante il concerto del 26 luglio 2025 a New York, le Blackpink ha eseguito una ripresa di Earthquake durante l'encore. A partire da questa data, Rosé ha eseguito Two Years al posto di 3am.
- Durante il concerto del 27 luglio 2025 a New York, il gruppo ha eseguito una ripresa di Like Jennie durante l'encore.
- Durante il concerto del 2 agosto 2025 a Saint-Denis, Jisoo ha eseguito la versione in inglese di Earthquake. A partire da questa data, Jennie ha eseguito Handlebars al posto di Mantra, e Kick It è stata aggiunta alla scaletta dell'encore, al posto di See U Later.
- Durante il concerto del 9 agosto 2025 a Barcellona, Rosé ha eseguito Call It the End al posto di 3am.
- Durante il primo concerto del 15 agosto 2025 a Londra, Lisa ha eseguito Thunder, Lifestyle e Rockstar per il suo set da solista; Rosé ha eseguito Dance All Night al posto di 3am; e Yeah Yeah Yeah è stato aggiunto all'encore al posto di Really.
- Durante il concerto del 16 agosto 2025 a Londra, hanno eseguito una cover di Wannabe delle Spice Girls all'encore.

## Date del tour
| Data             | Città         | Stato         | Luogo                          | Biglietti venduti / Biglietti disponibili | Incasso    |
| Asia             | Asia          | Asia          | Asia                           | Asia                                      | Asia       |
| ---------------- | ------------- | ------------- | ------------------------------ | ----------------------------------------- | ---------- |
| 5 luglio 2025    | Goyang        | Corea del Sud | Goyang Stadium                 | 78 000                                    | $9 629 886 |
| 6 luglio 2025    | Goyang        | Corea del Sud | Goyang Stadium                 | 78 000                                    | $9 629 886 |
| Nord America     |               |               |                                |                                           |            |
| 12 luglio 2025   | Inglewood     | Stati Uniti   | SoFi Stadium                   | 100 000                                   | —          |
| 13 luglio 2025   | Inglewood     | Stati Uniti   | SoFi Stadium                   | 100 000                                   | —          |
| 18 luglio 2025   | Chicago       | Stati Uniti   | Soldier Field                  | 50 000                                    | —          |
| 22 luglio 2025   | Toronto       | Canada        | Rogers Stadium                 | 50 000                                    | —          |
| 23 luglio 2025   | Toronto       | Canada        | Rogers Stadium                 | —                                         | —          |
| 26 luglio 2025   | New York City | Stati Uniti   | Citi Field                     | —                                         | —          |
| 27 luglio 2025   | New York City | Stati Uniti   | Citi Field                     | —                                         | —          |
| Europa           |               |               |                                |                                           |            |
| 2 agosto 2025    | Saint-Denis   | Francia       | Stade de France                | 110 000                                   | —          |
| 3 agosto 2025    | Saint-Denis   | Francia       | Stade de France                | 110 000                                   | —          |
| 6 agosto 2025    | Milano        | Italia        | Ippodromo Snai La Maura        | 50 000                                    | —          |
| 9 agosto 2025    | Barcellona    | Spagna        | Stadio olimpico Lluís Companys | 51 000                                    | —          |
| 15 agosto 2025   | Londra        | Regno Unito   | Wembley Stadium                | 110 000                                   | —          |
| 16 agosto 2025   | Londra        | Regno Unito   | Wembley Stadium                | 110 000                                   | —          |
| Asia             |               |               |                                |                                           |            |
| 18 ottobre 2025  | Kaohsiung     | Taiwan        | Kaohsiung National Stadium     | —                                         | —          |
| 19 ottobre 2025  | Kaohsiung     | Taiwan        | Kaohsiung National Stadium     | —                                         | —          |
| 24 ottobre 2025  | Bangkok       | Thailandia    | Stadio Rajamangala             | —                                         | —          |
| 25 ottobre 2025  | Bangkok       | Thailandia    | Stadio Rajamangala             | —                                         | —          |
| 26 ottobre 2025  | Bangkok       | Thailandia    | Stadio Rajamangala             | —                                         | —          |
| 1º novembre 2025 | Giacarta      | Indonesia     | Stadio Gelora Bung Karno       | —                                         | —          |
| 2 novembre 2025  | Giacarta      | Indonesia     | Stadio Gelora Bung Karno       | —                                         | —          |
| 22 novembre 2025 | Santa Maria   | Filippine     | Philippine Arena               | —                                         | —          |
| 23 novembre 2025 | Santa Maria   | Filippine     | Philippine Arena               | —                                         | —          |
| 29 novembre 2025 | Singapore     | Singapore     | Stadio nazionale di Singapore  | —                                         | —          |
| 30 novembre 2025 | Singapore     | Singapore     | Stadio nazionale di Singapore  | —                                         | —          |
| 16 gennaio 2026  | Tokyo         | Giappone      | Tokyo Dome                     | —                                         | —          |
| 17 gennaio 2026  | Tokyo         | Giappone      | Tokyo Dome                     | —                                         | —          |
| 18 gennaio 2026  | Tokyo         | Giappone      | Tokyo Dome                     | —                                         | —          |
| 24 gennaio 2026  | Hong Kong     | Hong Kong     | Kai Tak Stadium                | —                                         | —          |
| 25 gennaio 2026  | Hong Kong     | Hong Kong     | Kai Tak Stadium                | —                                         | —          |
| Totale           | Totale        | Totale        | Totale                         | —                                         | —          |